# ТЕП10
ТЕП10 (Тепловоз з Електричною передачею, Пасажирський, 10-та серія) — радянський пасажирський тепловоз з електричною передачею. Харківський завод транспортного машинобудування збудував 335 локомотивів впродовж 1960—1968. Луганський тепловозобудівний завод впродовж 1964—1967 збудував 218 пасажирських тепловозів ТЕП10Л.
Тепловози ТЕП10 були створені на базі серії ТЕ10, тому первісне позначення серії було ТЕ11.
За результатами випробувань призначенням тепловозів ТЕП10 стало водіння важких пасажирських поїздів.

## Опис
Цільний кузов вагонного типу з двома кабінами спирався на два тривісні візки, які були уніфіковані з візками тепловозів серії ТЕ3.
Порівняно з ТЕ10, передатне відношення тягових редукторів змінили з 15:68=1=4,53 на 20:63=1:3,15, тому сила тяги тривалого режиму зменшилася до 17200 кг (порівняно з 25000 кг в ТЕ10), швидкість зросла до 140 км/год (порівняно зі 100 км/год в ТЕ10), запас палива зменшився з 6500 кг до 5000 кг.
Починаючи з ТЕП10-109, встановлювалися випробувані на тепловозі 2ТЕ10Л-004 уніфіковані тягові електродвигуни ЕД-107, що також встановлювалися на тепловозах ТЕ10 усіх виконань і маневрових тепловозах ТЕМ2.
Тяговий електродвигун ЕД-107 масою 3100 кг за майже однакових розмірів з тяговим електродвигуном ЕДТ200Б тепловозів ТЕ3 мав більшу потужність — 305 кВт проти 206. Номінальна напруга за потужності 305 кВт становила 463 В, сила струму — 720 А зі швидкістю обертання якоря 580 об/хв. Максимальна напруга — 700 В, сила струму — 476 А зі швидкістю обертання якоря 2290 об/хв. Редуктор залишився незмінним.

## Експлуатація
Депо Ленінград-Пасажирський-Московський для обслуговування поїздів на ділянках Ленінград — Петрозаводськ, Ленінград — Череповець і депо Саратов, Волгоград і Ташкент.
Останнім депо, де експлуатувалися тепловози ТЕП10, стало депо Муром Горьківської залізниці, де ці тепловози обслуговували поїзда Муром — Черусти і Муром — Ковров.
ТЕП10-008 був обладнаний реостатним гальмуванням і в кінці 1965 надійшов для випробувань на Жовтневу залізницю.

## Музеї
Кілька тепловозів збережені для музеїв: ТЕП10-082 в музеї залізничної техніки на ст. Сеятель, ТЕП10-163 в залізничному музеї на Варшавському вокзалі в Санкт-Петербурзі, ТЕП10-186 — в музеї залізничної техніки на Ризькому вокзалі в Москві. Також збереглися ТЕП10-205 на експериментальному кільці ВНДІЗа в Щербинці, ТЕП10-311 в залізничному музеї Ростова на Дону і ТЕП10-209 в депо Тихорєцьк.

### В Україні

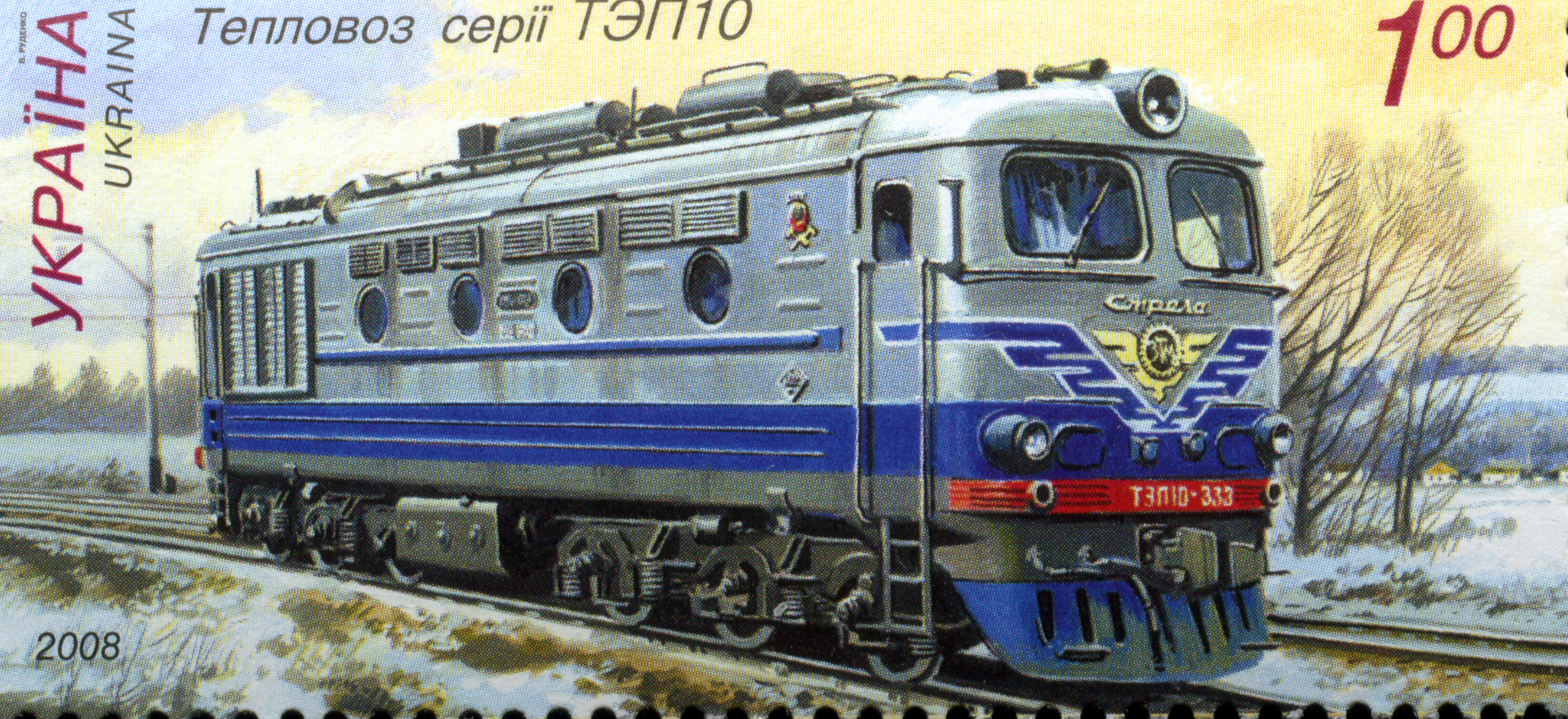
Поштова марка України «Тепловоз ТЕП10»

Станом на 2010 рік в Україні зберігався один тепловоз ТЕП10-333 на Новооржицькому цукровому заводі Полтавської області. Не експлуатується

## ТЕП10Л
ТЕП10Л (Тепловоз з Електричною передачею, Пасажирський, 10-та серія, Луганська модифікація) пасажирський тепловоз, створений на базі тепловоза 2ТЕ10Л.
ТЕП10Л мали одну кабіну, що вимагало розвороту на кінцевих станціях, а також уможливило зберегти конструкцію кузова тепловозів 2ТЕ10Л.
На ТЕП10Л встановлювалися електропневматичні гальма, а редуктор мав передатне відношення однакове з ТЕП10 (20:63=1:3,15), тягові параметри також були однакові.
Запаси палива, мастила, воді і піску були однаковими з однією секцією 2ТЕ10Л
На ТЕП10Л № 001-008 і 010—020 встановлювалися тягові електродвигуни ЕД-104А, на № 009 і з 021 — тягові електродвигуни ЕД-107,
До ТЕП10Л-020 використовувалися суцільнокатані колеса, наступні локомотиви мали колеса з бандажами.
У ТЕП10Л № 039 і 040 кабіни машиніста були виготовлені зі склопластику.

## Галерея

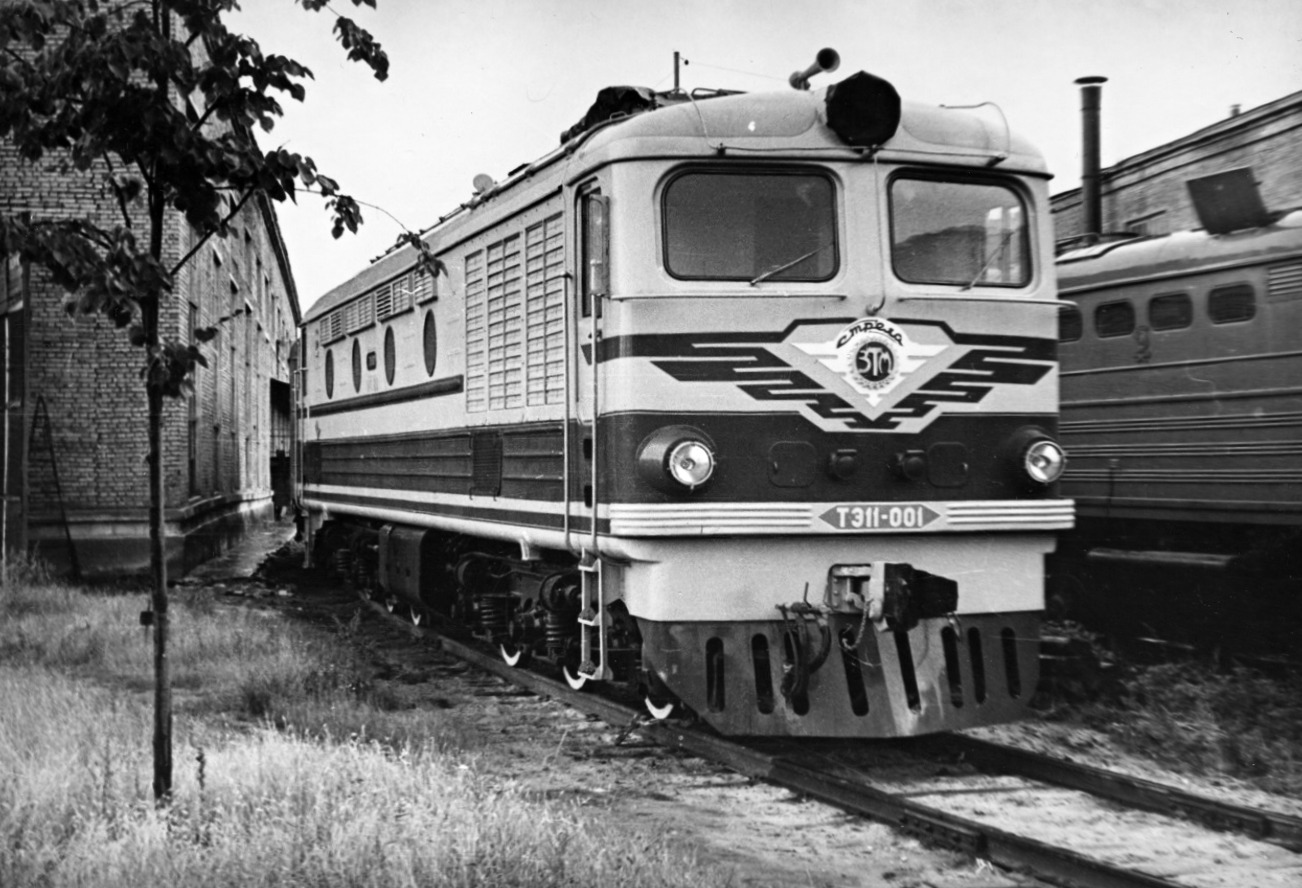
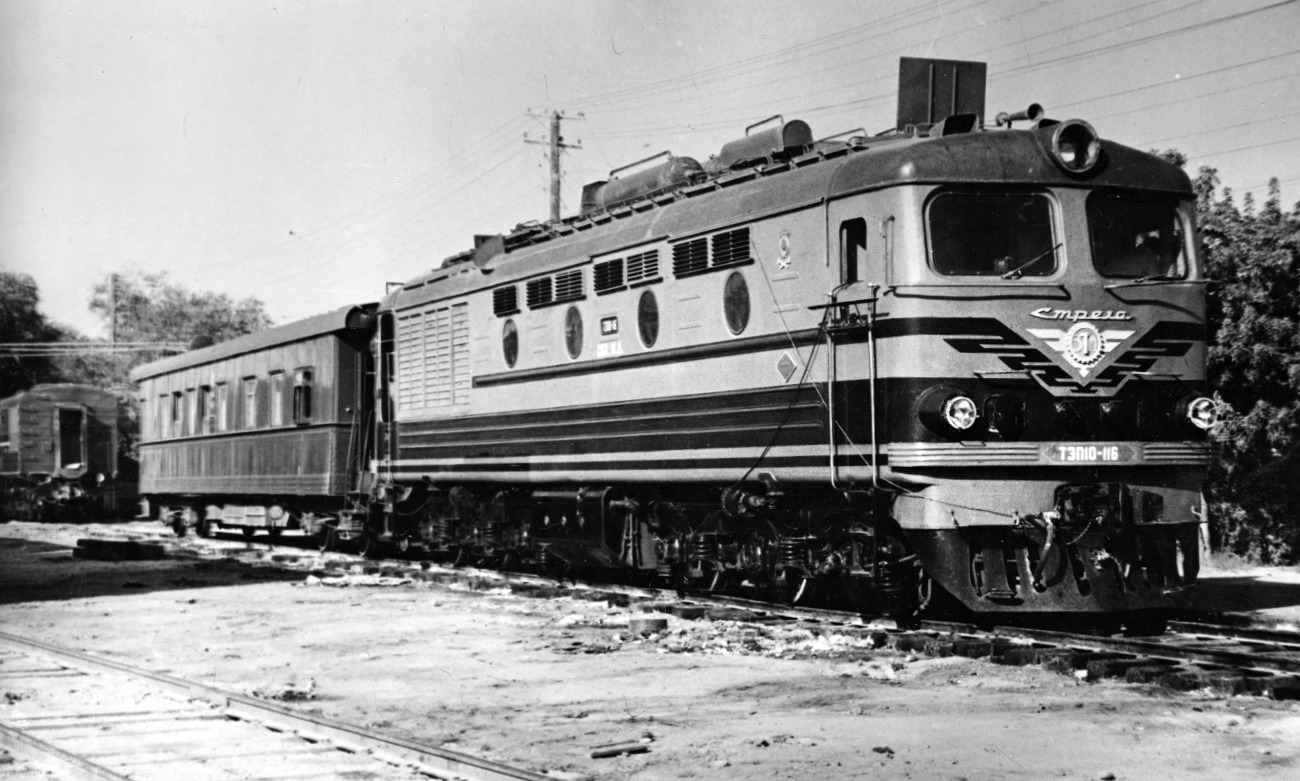
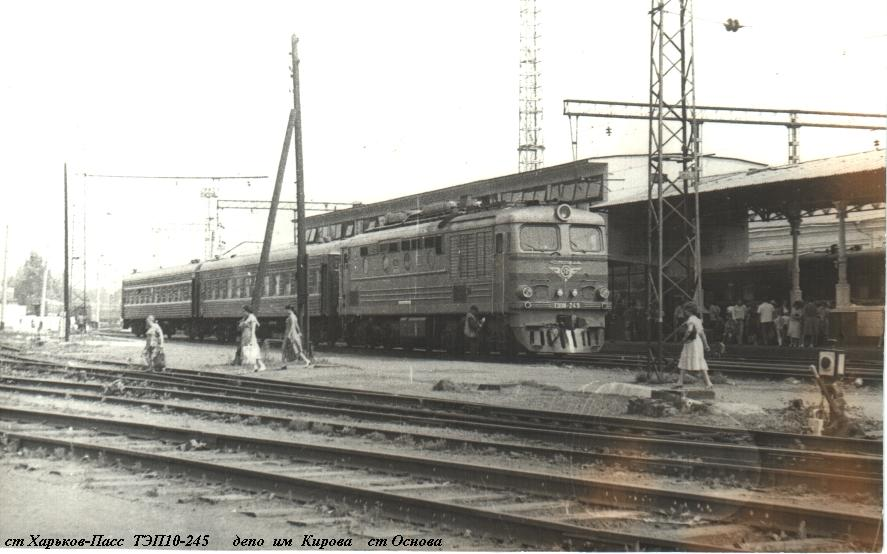
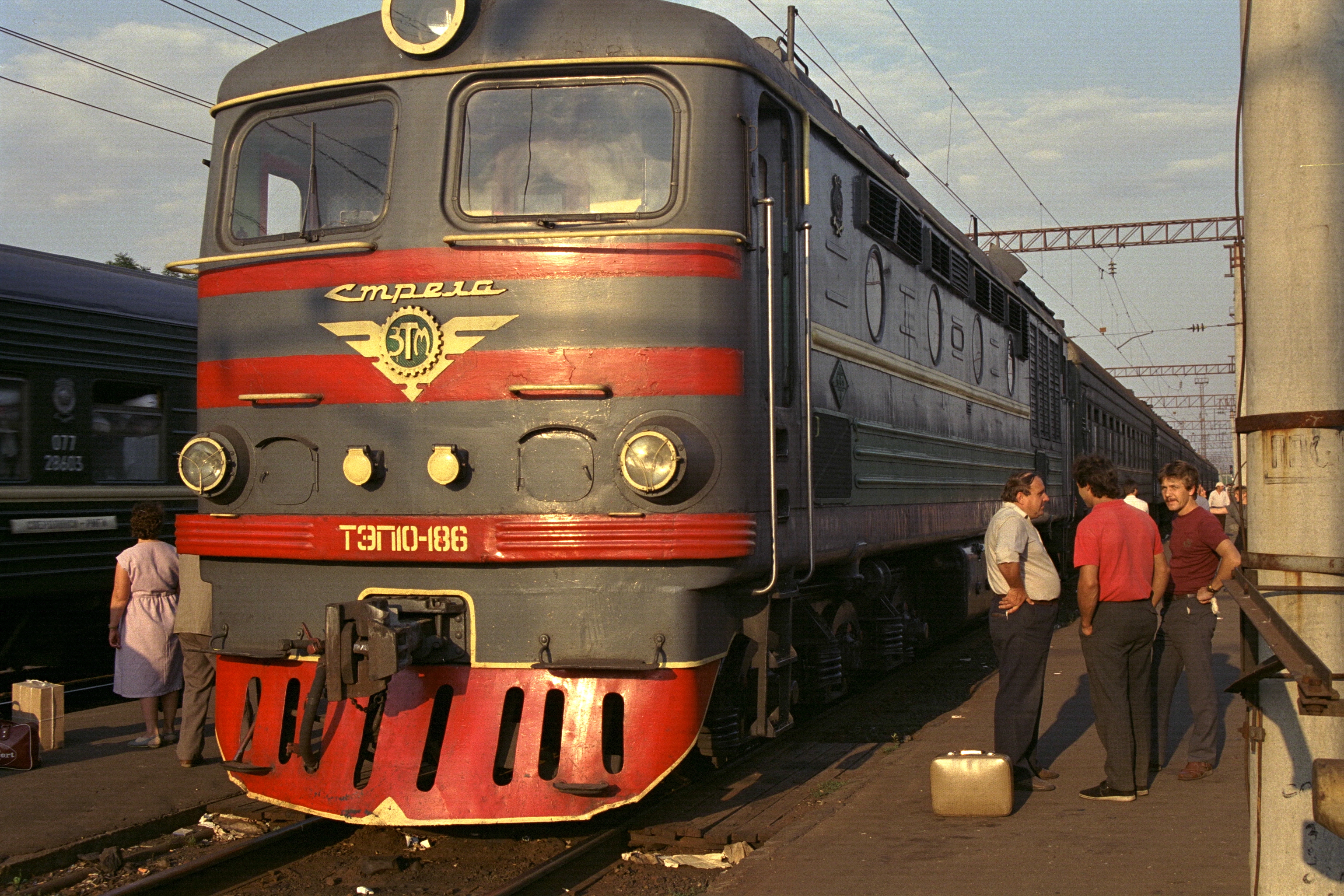
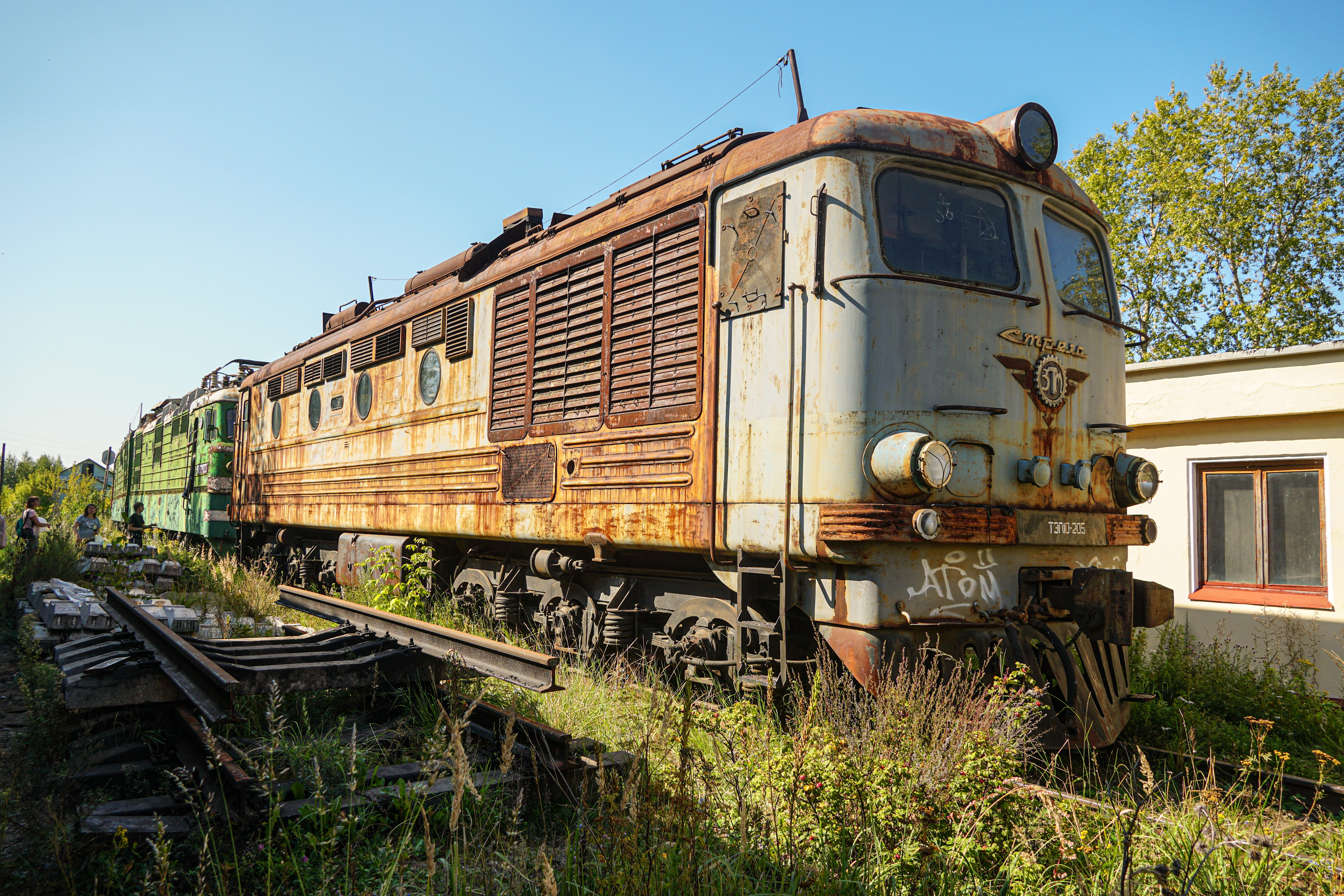
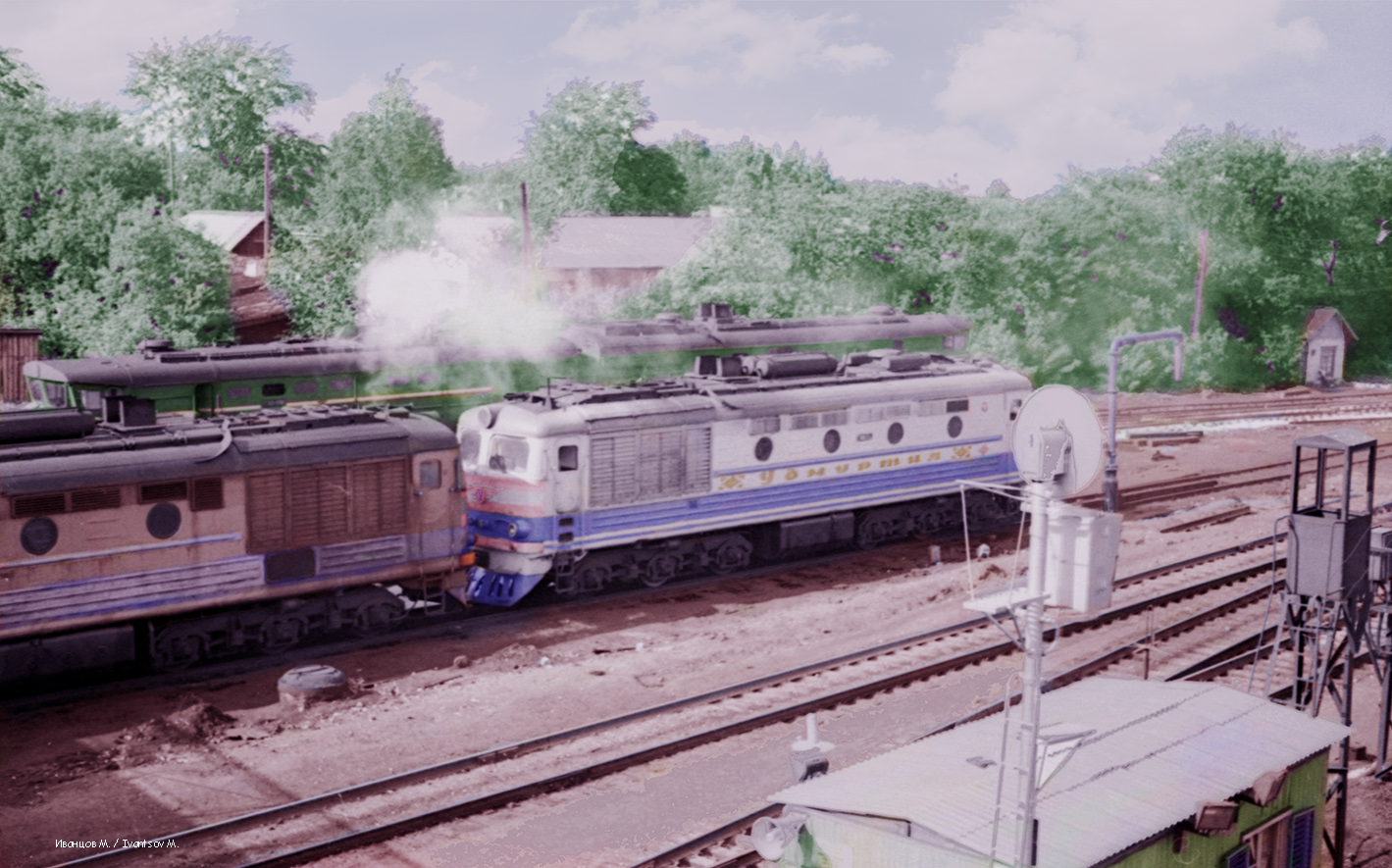
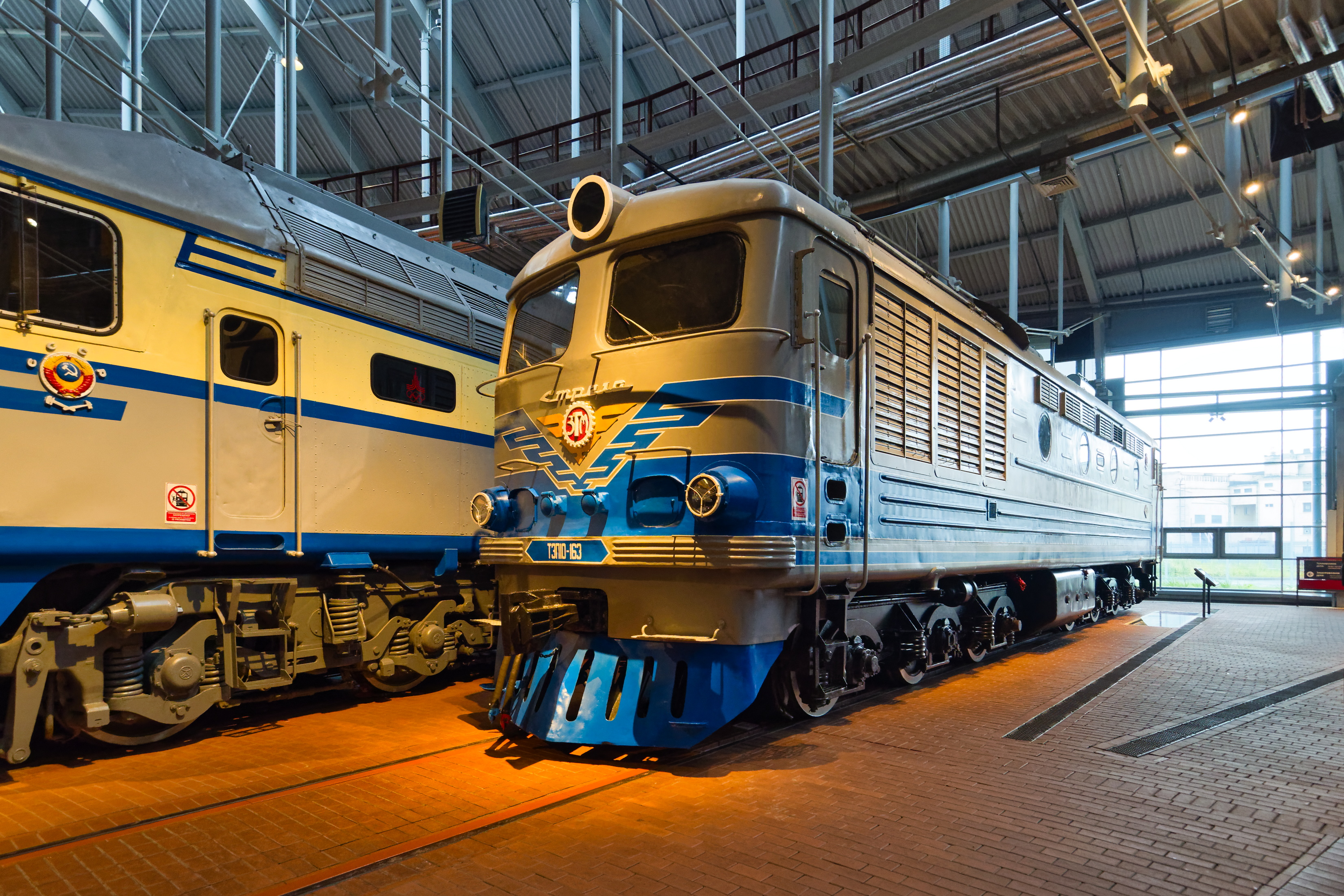
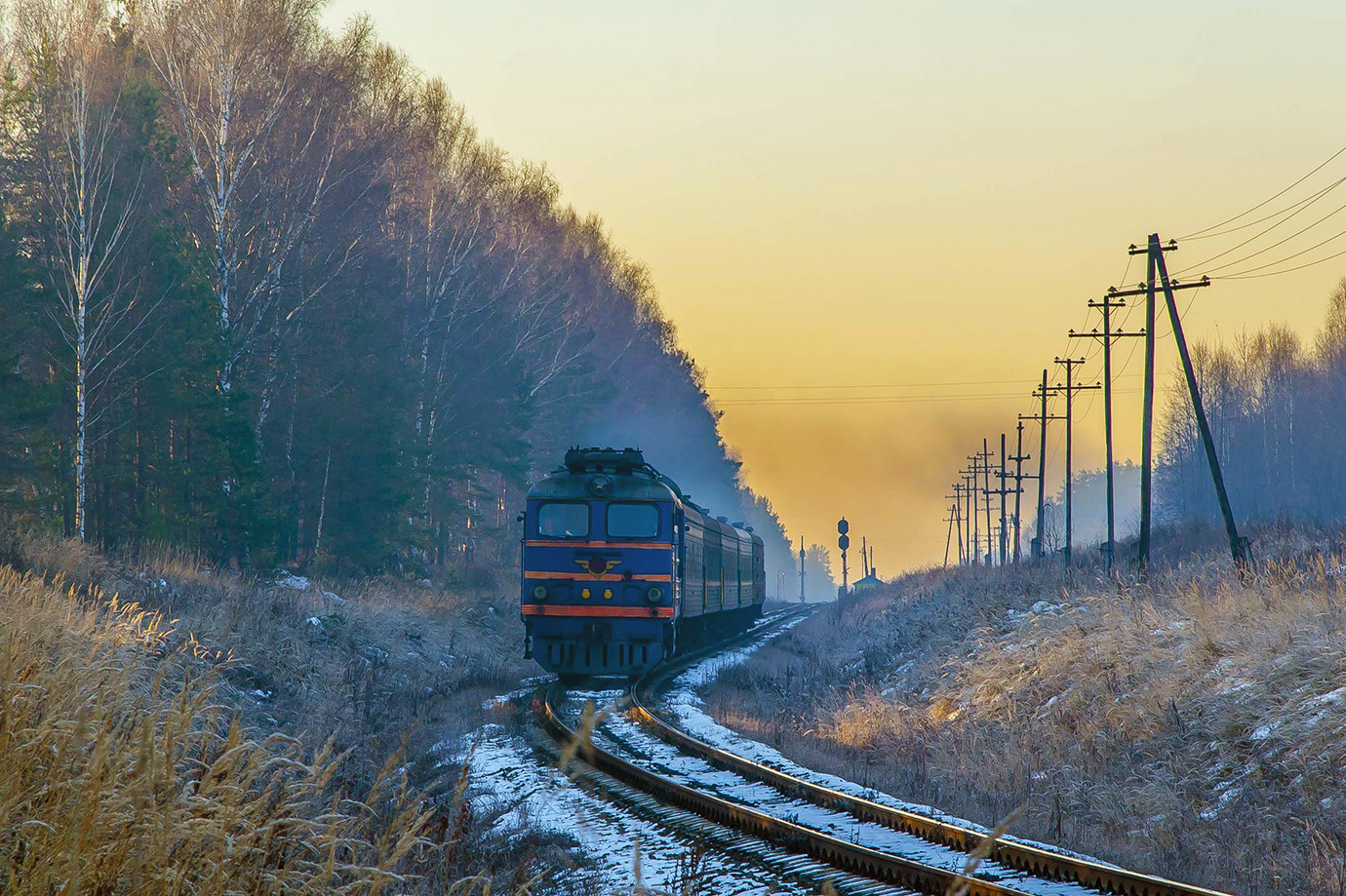
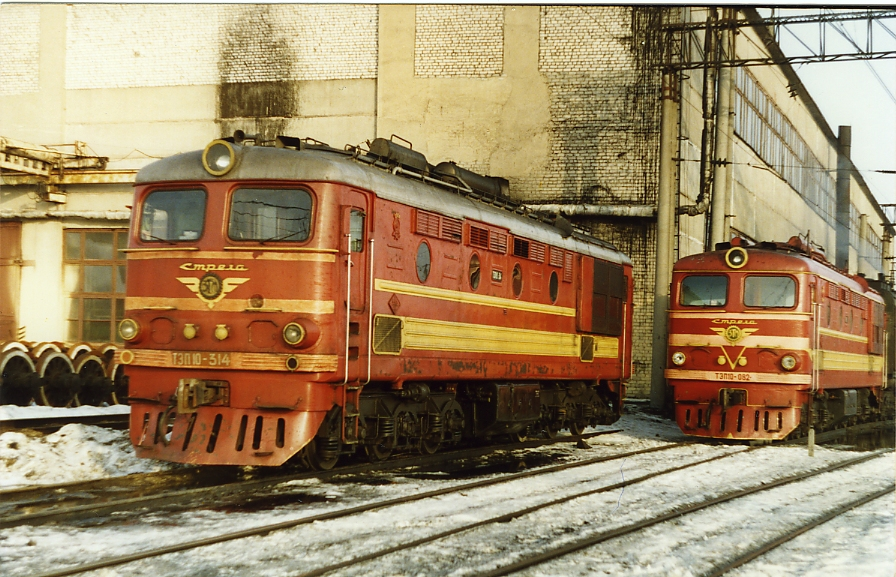
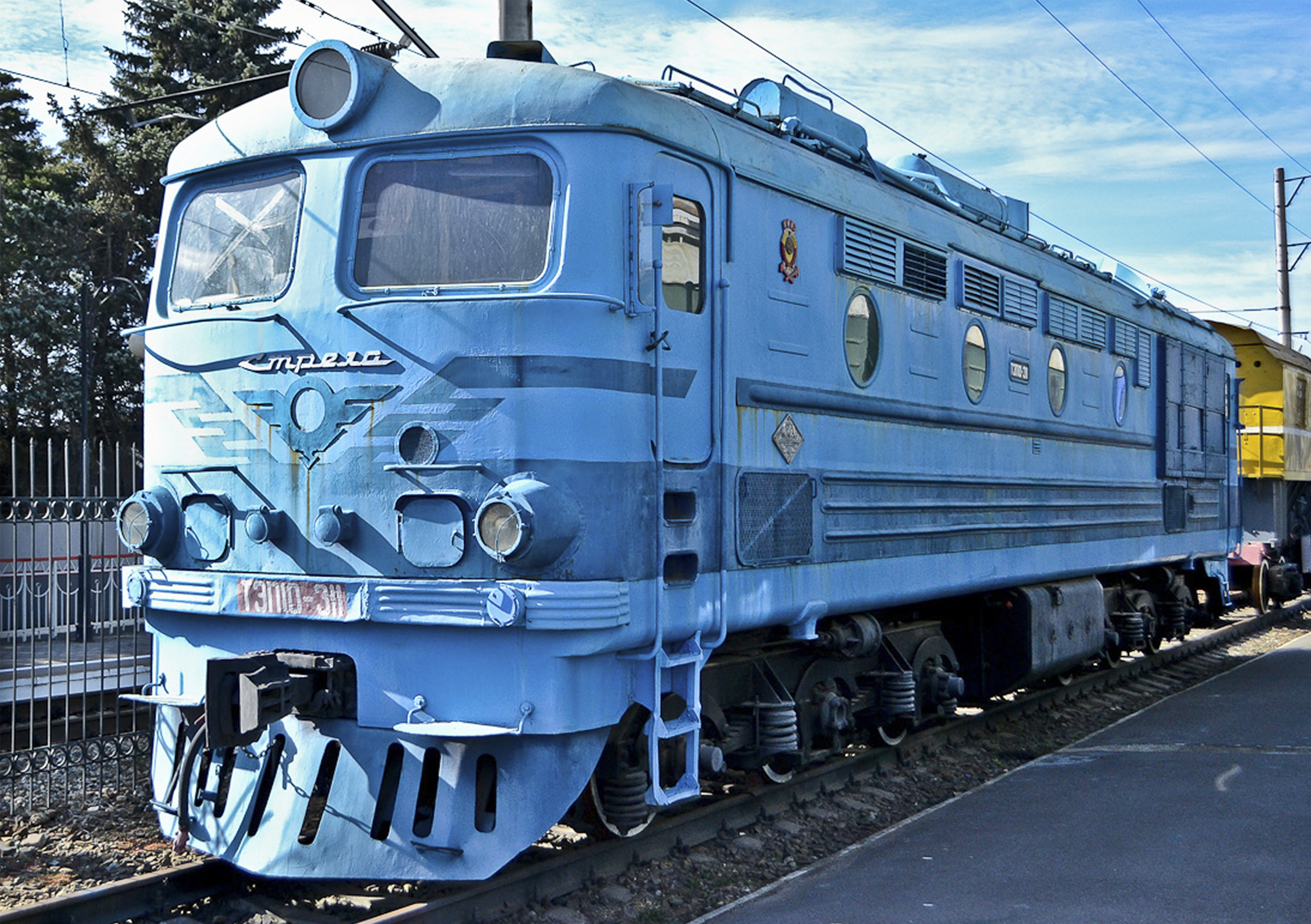